# Морджа
Морджа (тур. Morca düdeni) — карстовая пещера, одна из глубочайших пещер Турции.

## Описание
Пещера находится на плато Ташели (тур. Taşeli) в иле Мерсин. Вход расположен на высоте 2120 м н.у.м., на контакте известняков мелового/юрского периодов и известняков эпохи миоцена.

## История исследований
Воронку со входом в пещеру показали местные жители спелеологу клуба BÜMAK (спелеоклуб Босфорского университета), а позднее основателю команды ASPEG Эндеру Усулолу в 1996 году во время серии экспедиций в другую глубокую пещеру Чукурпинар. Однако вход был осмотрен впервые только в 2012, а первый спуск произошёл в 2013 году, когда спелеологи достигли глубины −120 м с дальнейшей перспективой. В 2014 году была достигнута глубина −427 м, остановило продвижение лишь смещение фокуса активности в соседнюю пещеру Yarık. К концу 2018 года пещера углубилась до −919 м при протяжённости ходов около 3 км. В 2019 году международная экспедиция в составе 31 спелеолога из Турции, Болгарии, Ливана и США достигла глубины −2010 м. В 2020 году пещеру исследовала команда из 33 участников, на глубине −1256 м был обнаружен сифон. В боковом ответвлении удалось выйти к озеру, расположенному на больше глубине −1276 м.

## Биоразнообразие
В 2019 году турецкие зоологи открыли в пещере новый вид бокоплавов из рода гаммарусов, получивший название Gammarus morcae.

## Происшествия
В сентябре 2023 года у участника исследовательской экспедиции американца Марка Дики, в то время как он пребывал на глубине свыше −1000 м, открылось внутреннее кровотечение. В спасработах участвовало свыше 200 человек, пострадавшего удалось поднять на поверхность.